# Rácalmás
Rácalmás [rácalmáš] (srbsky Српски Алмаш, Srpski Almaš) je město v Maďarsku v župě Fejér, spadající pod okres Dunaújváros, blízko trojmezí žup Bács-Kiskun, Fejér a Pest. Město se nachází u břehu Dunaje. Leží naproti jižnímu cípu říčního ostrova Csepel, Dunaj však u Rácalmásu tvoří menší říční ostrov Rácalmási. Spolu s bezprostředně sousedící obcí Kulcs tvoří aglomeraci. Nachází se asi 2 km severně od Dunaújvárosu a 43 km jihovýchodně od Székesfehérváru. V roce 2015 zde žilo 4 572 obyvatel. Podle údajů z roku 2011 je tvoří 80,8 % Maďaři, 1,6 % Němci, 0,8 % Romové, 0,5 % Srbové, 0,2 % Rumuni a 0,2 % Ukrajinci.
V blízkosti města prochází dálnice M6, z níž na Rácalmás existuje výjezd 61. Nejbližšími městy jsou Adony, Dunaújváros a Kunszentmiklós (na druhé straně řeky). Blízko jsou též obce Iváncsa, Kulcs, Perkáta, Sárosd, Seregélyes, Szabadegyháza a Zichyújfalu.
Velkou potíží města v dopravě je, že zde chybí most vedoucí přes Dunaj na druhou stranu, a není možné použít ani trajekt, což značně ztěžuje komunikaci s jinak blízkou obcí na druhé straně, Tassem, a městem Kunszentmiklós. Nejsnadnější řešení, jak se dostat na druhou stranu řeky, je dojet k asi 15 km vzdálenému mostu Pentele v Dunaújvárosu.